# تپه دوه گوز
تپه دوه گوز مربوط به دوران پیش از تاریخ ایران باستان است و در شهرستان خوی، بخش قره سو، روستای دیزج واقع شده و این اثر در تاریخ ۷ مهر ۱۳۸۱ با شمارهٔ ثبت ۶۱۸۵ به‌عنوان یکی از آثار ملی ایران به ثبت رسیده است.